# Abdellatif Filali
Abellatif Filali (en árabe: عبد اللطيف الفيلالي) (Fez, Marruecos, 26 de enero de 1928 - París, Francia, 20 de marzo de 2009) fue un diplomático y político marroquí que ocupó el cargo de primer ministro entre el 25 de mayo de 1994 y el 4 de febrero de 1998.

## Biografía
Filali nació en Beni Mellal, Marruecos. 
Filali fue el embajador de Marruecos en varios países importantes, entre ellos España, Argelia, el Reino Unido y China. Luego se desempeñó como primer ministro de Marruecos del 25 de mayo de 1994 al 4 de febrero de 1998. También se desempeñó como ministro de Relaciones Exteriores de Marruecos de 1985 a 1999. Además, ocupó el cargo de ministro de la cartera estatal durante su mandato como primer ministro. Inició emisiones de televisión en los dialectos bereberes marroquíes. Filali fue reemplazado por Abderrahmane Yusufi como primer ministro en 1998. 
Filali estuvo casado con una mujer francesa, Anne Belghmi Zwobada, supuesta hija de Jacques Zwobada, con quien tuvo una hija, Yasmina, y un hijo, Fuad Filali; el ex director general de la empresa privada más grande de Marruecos, el Grupo ONA y el exesposo de Lalla Meryem, que es hija del difunto Hassan II y hermana mayor de Mohammed VI. Después de retirarse de la política, Filali se instaló permanentemente en la casa de su esposa en Francia y escribió un libro de referencia sobre relaciones exteriores de Marruecos en la segunda mitad del siglo pasado.
Filali murió el 20 de marzo de 2009 en el suburbio de Clamart en París debido a una insuficiencia cardíaca. Tenía 81 años.

## Distinciones honoríficas
- Caballero gran cruz de la Orden de Isabel la Católica (Estado español, 10/09/1971).[2]
- Caballero gran cruz de la Orden de San Miguel y San Jorge [GCMG] (Reino Unido).[3]
- Caballero gran cruz de la Real Orden Victoriana [GCVO] (Reino Unido).[3]

## Galería

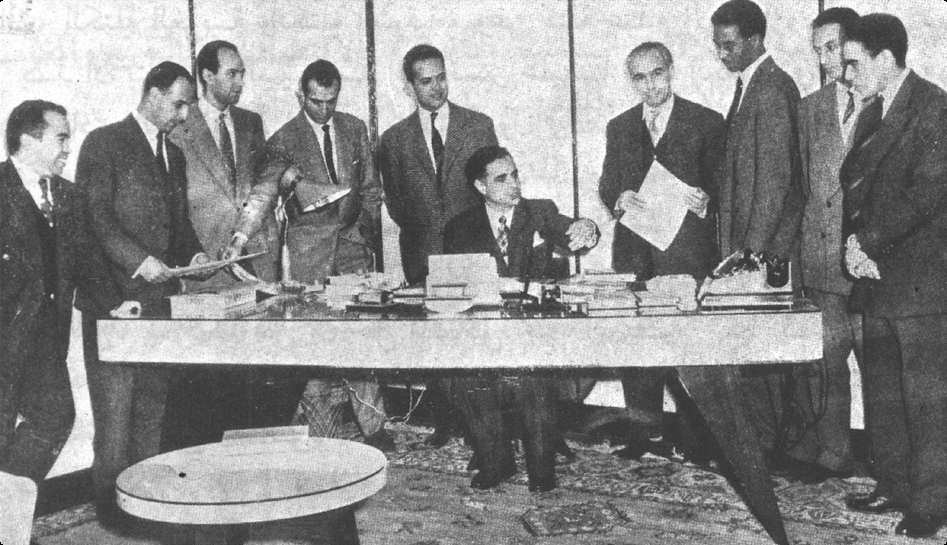
Primer gabinete de asuntos exteriores de Marruecos 1956